# 다롄 스포츠 센터 스타디움
다롄 스포츠 센터 스타디움(중국어 간체자: 大连体育中心体育场)는 중국 랴오닝성 다롄시에 있는 다목적 경기장으로, 2013년 개장했다.